# 布萊爾冰川
布萊爾冰川（英語：Blair Glacier）是南極洲的冰川，位於威爾克斯地，處於莫里灣西端，根據美國海軍的空中照片繪入地圖，現時由南極條約體系管理。